# Krzyż Zasługi Obrońców
Krzyż Zasługi Obrońców lub Krzyż „Aizsargów” (łot. Aizsargi Nopelnu krusts) – odznaczenie przyznawane w okresie międzywojennym zasłużonym członkom łotewskiej ochotniczej formacji obrony terytorialnej Aizsargi i innym osobom, które wniosły znaczący wkład na polu obrony terytorialnej i utrzymania porządku w Republice Łotewskiej.

## Historia odznaczenia
Pomysł ustanowienia odznaczenia przyznawanego za zasługi dla obrony terytorialnej kraju powstałej w 1919 ochotniczej zbrojnej formacji Aizsargi zrodził się w 1924, ale samo odznaczenie zostało ustanowione dopiero w trzy lata później i było przyznawane za szczególny wysiłek zbrojny członków organizacji Aizsargi w obronie Łotwy podczas walk z sowietami w wojnie w latach 1918-1920, a także za wkład w utrzymaniu porządku w kraju w okresie po zakończeniu wojny. Odznaczenie nadawane było przez prezydenta Łotwy do 20 marca 1939.

## Opis odznaczenia
Krzyż w kształcie swastyki wykonany był w Rydze przez grawera W. Millersa ze srebra próby 875. Miał wymiary 40x40 mm.
- Na awersie krzyża wypełnionego białą emalią przedstawiony był romb wypełniony wiśniową emalią z dłonią trzymającą uniesiony do góry nagi miecz. Pomiędzy ramionami krzyża znajdował się wieniec dębowy wypełniony zieloną emalią.
- Rewers krzyża był zupełnie gładki i pozbawiony jakichkolwiek elementów poza umieszczonym na dolnym ramieniu oznaczeniem próby srebra i nazwiskiem grawera: V. MILLERS/RĪGA[3].
- Wstążka orderu – o szerokości 35 mm[3] – wykonana z mory w kolorze białym z dwoma żółtymi paskami umieszczonymi symetrycznie po prawej i lewej stronie umieszczonych w samym środku wstążki dwu pasków w kolorze wiśniowym, tworzących flagę łotewską.

## Odznaczeni
W sumie odznaczono około 1 tys. osób.